# Середкина
Середкина — река в России, протекает в Красноярском крае. Устье реки находится в 1079 км по левому берегу реки Кеть. Длина реки составляет 32 км.

## Притоки
- Болотный
- Извилистый
- Высотный

## Данные водного реестра
По данным государственного водного реестра России относится к Верхнеобскому бассейновому округу, водохозяйственный участок реки — Кеть, речной подбассейн реки — бассейн притоков (Верхней) Оби от Чулыма до Кети. Речной бассейн реки — (Верхняя) Обь до впадения Иртыша.